# 大陆分水岭路径
大陆分水岭路径（英語：Continental Divide Trail，簡稱：CDT，又名：大陆分水岭步道）， - 4,989（3,100英里）, 是一條从加拿大跨越到墨西哥要途径蒙大拿州，爱达荷州，怀俄明州，科罗拉多州以及新墨西哥州，貫穿美國西部荒野、途径落基山脈，全長4,989（3,100英里）的遠足路徑。 它是遠足三冠王最中间的路線，亦是国家风景步道的一部分。

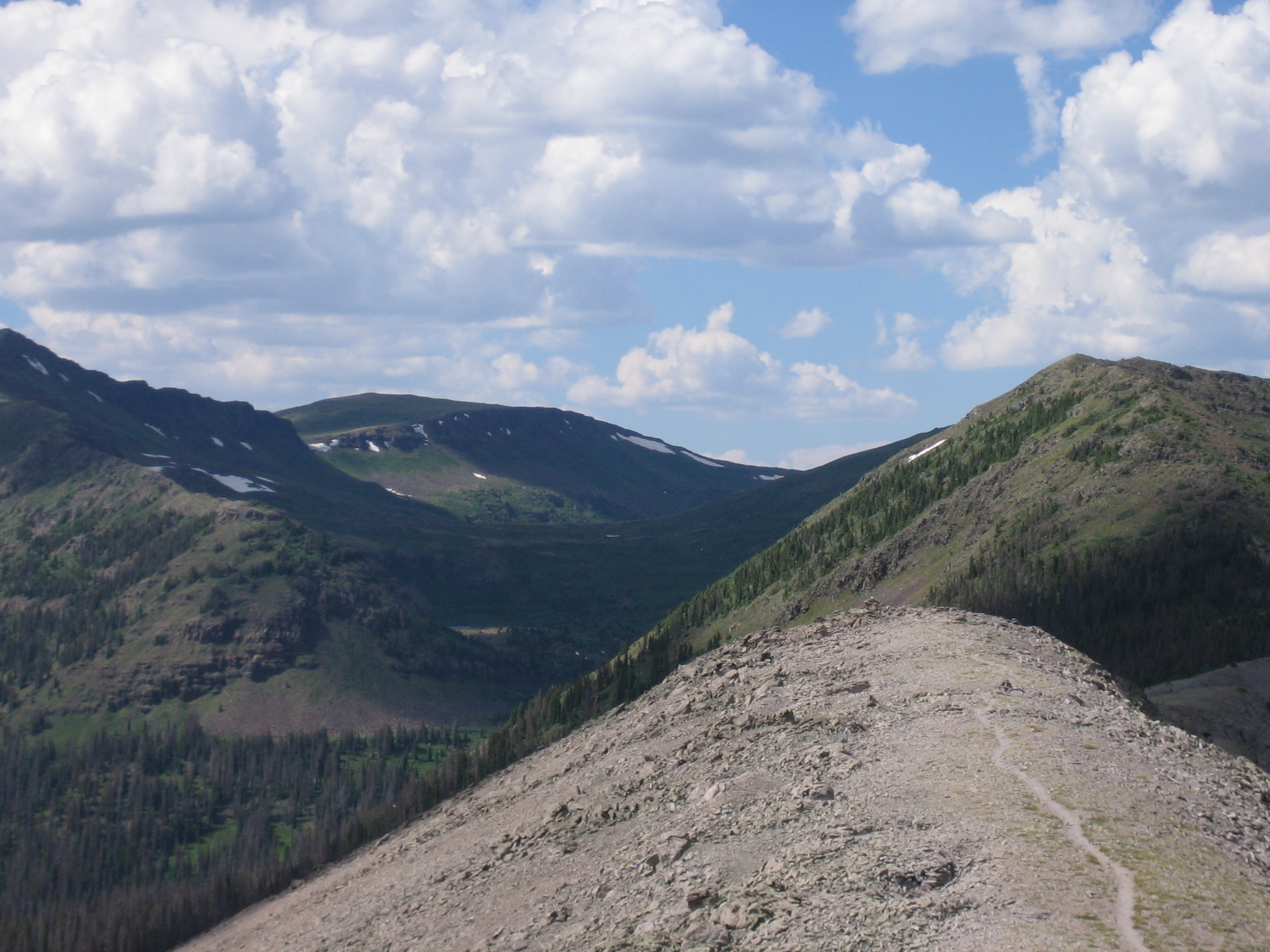
大陆分水岭路径上科罗拉多州韋明努歇原野

## 参照
1. ↑  Karen Berger. . Gorp.   [2009-11-25]. （原始内容存档于2010-05-13）.